# Ивашевы
Ивашевы — русский дворянский род, восходящий к последней четверти XVI века.
В 1573 году опричниками Ивана Грозного числились: Иван Ильин, Игнат и Шестак Ивашевы.
Род Ивашевых внесён в VI часть родословной книги Тверской и Симбирской губерний.

## Описание гербов

#### Герб Ивашевых 1785 г.
В Гербовнике Анисима Титовича Князева 1785 года имеется печать с изображением герба генерал-лейтенанта (1775) Петра Семёновича Ивашева: в щите, имеющем серебряное поле, изображены золотой лапчатый крест, а под ним золотая же подкова шипами вверх (польский герб Ястржембец). Щит увенчан коронованным дворянским шлемом с клейнодом на шее и изображением птицы, обращённым в левую сторону. Щитодержатель: с левой стороны рыцарь со страусовыми перьями, в доспехах и копьём, обращённым вверх. С правой и левой стороны арматура в виде четырёх копий с левой стороны от щита и трёх знамён, сабли и пушки — справа.

#### Герб. Часть IV. № 67.
Герб рода Ивашевых: щит разделён перпендикулярно на две части, из которых в правой серебряном поле изображены золотой крест и железная подкова, шипами обращённая вверх. В левой части, в голубом поле диагонально от середины правого бока к верхнему левому углу положена красная полоса, над которой видны рассеянные девять золотых звёзд, а внизу серебряная луна и река, текущая по лугу. означенному у подошвы щита. Щит увенчан обыкновенным дворянским шлемом с дворянской на нём короной и тремя страусовыми перьями. Намёт на щите голубой, подложен золотом.

## Известные представители
- Ивашев Третьяк — воевода в Турчасове (1616—1617)[4].
- Ивашев Пётр Никифорович (1767—1838) был адъютантом у Суворова. Его сын Василий (1797—1841) принадлежал к числу декабристов.
- Ивашева Валентина Васильевна (1908—1991) — правнучка последнего, русский советский литературовед и критик.